# María Isabel Álvaro Zamora
María Isabel Álvaro Zamora es una profesora e investigadora española miembro de la Universidad de Zaragoza. Está considerada una especialista en diversos campos de la cerámica, en especial la cerámica mudéjar y en alfarería tradicional de Aragón.
Licenciada en 1971-1972 y doctorada en 1976-1977, en ambas ocasiones con premio extraordinario. Ha sido directora de la revista Artigrama del Departamento de Historia del Arte de la Universidad de Zaragoza (ISSN: 0213-1498) desde 1996; miembro del Consejo Asesor de "Emblemata·. Revista Aragonesa de Emblemática, publicada por la Institución Fernando el Católico desde su inicio, en 1996; y miembro del Consejo Asesor de la revista «Butlletí Informatiu de Ceràmica», publicada por la Associació Catalana de Ceràmica Decorada i Terrissa (ISSN: 0213-1978), desde 2004.

## Reconocimientos
Entre los premios y distinciones que se le han concedido pueden citarse el Premio Academia General Militar al Mejor Expediente Académico, curso 1971-1972; la Mención Honorífica del Premio Nacional de Investigación sobre las Artes y Tradiciones; y haber sido invitada por la UNESCO en junio de 2000 como miembro del equipo de investigadores que visitaron Samarcanda (Uzbekistán) para establecer «in situ» los criterios de restauración de la cerámica de aplicación arquitectónica de sus edificios históricos (arquitectura islámica).
Ha participado en el comisariado de exposiciones como "La escultura del Renacimiento en Aragón" (junto a Gonzalo M. Borrás Gualis (1993); la "Exposición Mudéjar" promovida por Ibercaja en varias capitales españolas, entre 2005-2006; así como en el trabajo de elección de piezas, catalogación y fichas de las cerámicas expuestas en diversas muestras realizadas en España desde la década de 1990 ("El espejo de nuestra historia, en la Diócesis de Zaragoza a través de los siglos", "MediTERRAneum. Cerámica medieval en España e Italia", "La ruta de la cerámica"). También trabajó en la organización de cursos, jornadas y congresos, así como en varios Coloquios sobre el Arte Aragonés.    

## Obras
- Los mudéjares en Aragón, con Gonzalo Máximo Borrás Gualis y Esteban Sarasa Sánchez; Caja de Ahorros de la Inmaculada de Aragón (CAI), 2003. ISBN 84-96007-23-5.
- Barroco: el arte, con Rosario Camacho Martínez y Cristóbal Belda Navarro; Dastin Export, 2003. ISBN 84-96249-16-6.
- La cerámica aragonesa: Caja de Ahorros de la Inmaculada de Aragón (CAI), 1999. ISBN 84-88305-84-2.

- Lo mejor del arte barroco con Rosario Camacho Martínez y Cristóbal Belda Navarro; Madrid: Información e Historia, 1997-1998. ISBN 84-7679-370-7.
- La cerámica de Teruel; Teruel: Instituto de Estudios Turolenses, 1995. ISBN 84-86982-48-0.
- Cerámica y alfarería de Zaragoza, Zaragoza : Delegación Provincial del Ministerio de Cultura, 1981. ISBN 84-500-4572-X.
- Léxico de la cerámica y alfarería aragonesas; Libros Pórtico, 1981. ISBN 84-85264-40-1.
- Alfarería popular aragonesa; Libros Pórtico, 1980. ISBN 84-85264-36-3.
- Introducción general al arte: arquitectura, escultura, pintura, artes decorativas con Juan Francisco Esteban Lorente y Gonzalo Máximo Borrás Gualis; Ediciones Istmo, 1980. ISBN 84-7090-107-9.
- Cerámica aragonesa decorada: desde la expulsión de los moriscos a la extinción de los alfares (siglos XVII-comienzos del XX); Libros Pórtico, 1978. ISBN 84-85264-28-2.
- Cerámica aragonesa; Librería General, 1976. ISBN 84-7078-013-1.